# Maestral
Maestral nebo též maestro je druh větru v oblasti Jaderského moře. Zpravidla vane ze severozápadu, což má společné s podobně označovaným francouzským větrem mistrálem. Jeho podstata je ale zcela jiná, jde o mořskou brízu působenou v létě prohříváním východojaderského pobřeží. Funkční obdobou mistrálu je na Jadranu severovýchodní bóra.